# Strada statale 540 di Valdambra
La ex strada statale 540 di Valdambra (SS 540), ora strada provinciale 540 Valdambra (SP 540) in Provincia di Arezzo, e strada provinciale 540 di Val d'Ambra (SP 540) in Provincia di Siena, è una strada provinciale italiana di collegamento interprovinciale.

## Percorso
La strada ha origine nella località di Levane, frazione divisa tra i comuni di Montevarchi e Bucine, staccandosi dalla ex strada statale 69 di Val d'Arno.
Proseguendo in direzione sud, l'arteria segue a ritroso il corso del fiume Ambra, toccando le località di Bucine, Capannole e Ambra. Dopo aver superato Pietraviva, la strada entra nel territorio senese, innestandosi sulla strada statale 73 Senese Aretina nei pressi di Colonna del Grillo.
In seguito al decreto legislativo n. 112 del 1998, dal 2001, la gestione è passata dall'ANAS alla Regione Toscana che ha provveduto al trasferimento dell'infrastruttura al demanio della Provincia di Arezzo e della Provincia di Siena per le tratte territorialmente competenti.